# 관촌면
관촌면(館村面)은 전북특별자치도 임실군에 위치한 행정 구역이다.

## 지리
관촌면은 동서 폭이 9.83 km 남북길이가 15,3km로 직사각형 형성하였다. 대체로 산간부에 속하는 편으로 산악이 중첩되어 전체 면척의 80%가 임야로 되었다. 마이산에 기원한 작은 하천은 관내의 회봉 방수, 덕천, 관촌리를 차례로 흘러내려 오원강이라 부르는데 그중에 사선대의 풍경을 비롯 곳곳에 묘경을 이루고 있다. 또 만덕산에 기원한 신전천은 관내의 상월, 신전, 방현리를 스쳐내려 오원강에 합류하는데 신전천은 대규모의 저수지를 막아 부근의 농경지를 관개한다. 진안군 성수면에 발원한 좌산천은 관내 운수,복흥리를 거쳐 덕천리에 작은 하천으로 합류하고, 금성리를 갈래로 흐르는 금당천은 임실천과 합류하여 섬진강에 흐르고 동남쪽은 해발 670m의 고덕산을 비롯하여 뱀미산과 성미산이 잇달아 솟아 있으며, 북쪽은 만덕산 등 여러 산이 솟아 있다.

## 행정 구역
- 관촌리
- 덕천리
- 도봉리
- 방수리
- 방현리
- 병암리
- 복흥리
- 상월리
- 슬치리
- 신전리
- 용산리
- 운수리
- 회봉리